# Chloropsis cochinchinensis
Il fogliarolo aliazzurre (Chloropsis cochinchinensis (Gmelin, 1789)) è un uccello passeriforme della famiglia dei Chloropseidae.

## Descrizione

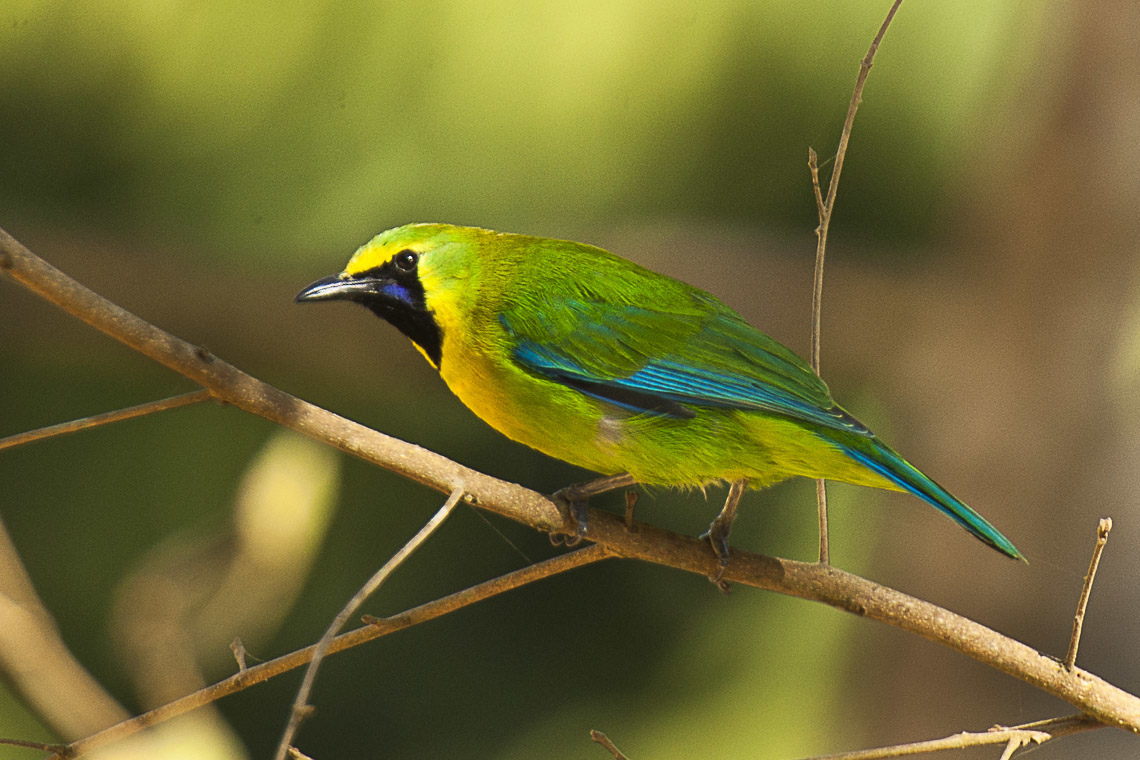
Maschio in Thailandia.

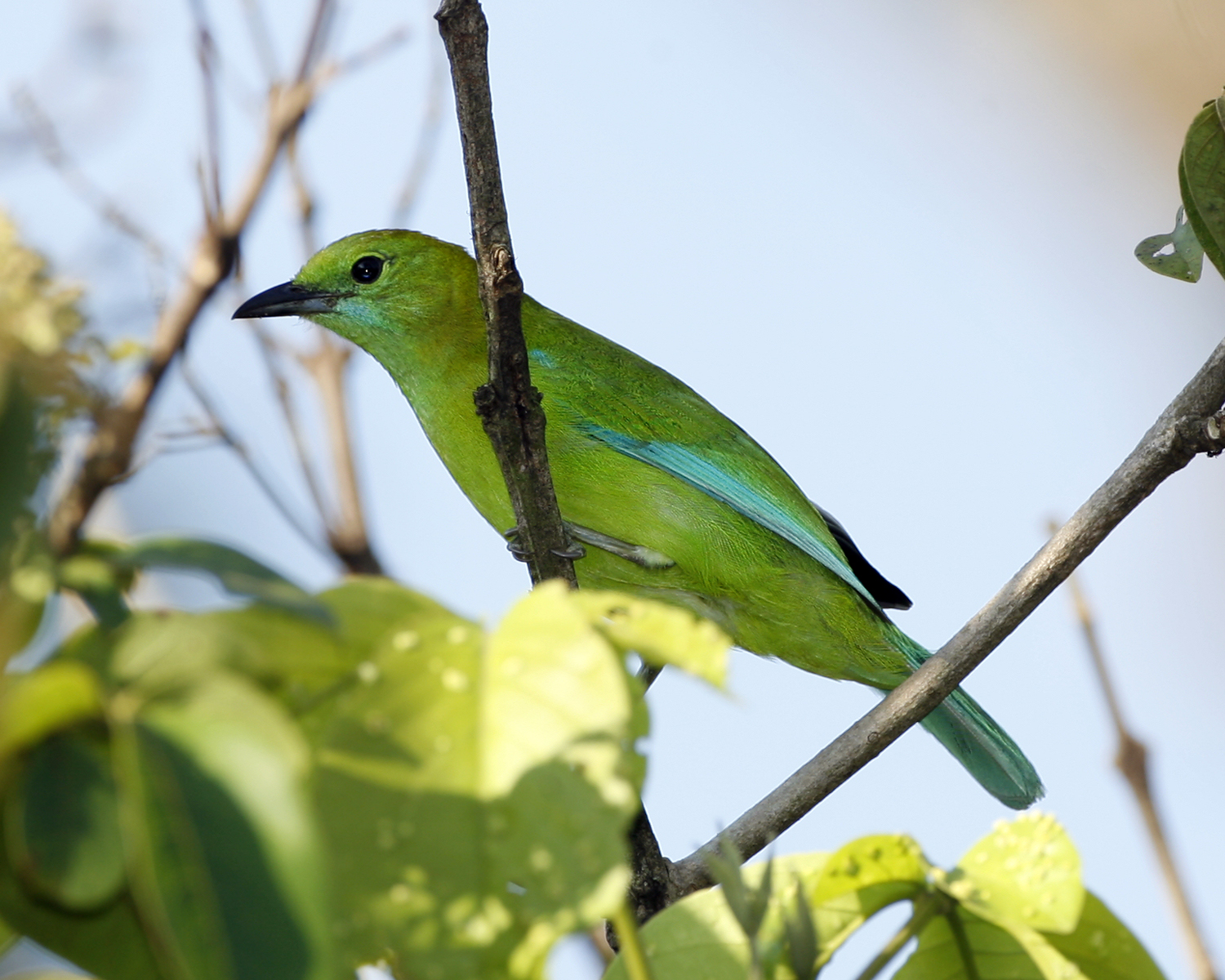
Femmina a Singapore.

### Dimensioni
Misura 15,8-18 cm di lunghezza, per 19-28,5 g di peso: a parità d'età, i maschi possono pesare anche quasi la metà in più rispetto alle femmine.

### Aspetto
Si tratta di uccelli dall'aspetto robusto, muniti di becco conico e allungato, ali arrotondate, coda dall'estremità squadrata e zampe forti.
Il piumaggio presenta dimorfismo sessuale evidente.

Le femmine sono quasi completamente di color verde erba, con sfumature gialle su vertice, nuca, base del collo e parte superiore del petto, mentre le ali sono lievemente più scure rispetto all'area ventrale e presentano inoltre orlo azzurro superiormente e nerastro inferiormente, con la coda che è dello stesso colore: su ciascun lato del becco è presente un corto e tozzo mustacchio di colore azzurro-bluastro, che generalmente sfuma diffusamente nel verde circostante.

Nei maschi, sebbene la colorazione di base rimanga la stessa (verde più scuro dorsalmente e più chiaro ventralmente, presenza di azzurro su ali, coda e mustacchio e di giallo sulla testa, la cui estensione varia a seconda della sottospecie), essa si presenta più accesa e brillante: fra i lati del becco, l'occhio e la parte superiore del petto, inoltre, è presente una caratteristica mascherina nera, del tutto assente dalla femmina, nella quale la faccia è invece verde come il resto del corpo.
In ambedue i sessi il becco è di colore nerastro, le zampe sono grigio-nerastre e gli occhi sono di colore bruno scuro.

## Biologia

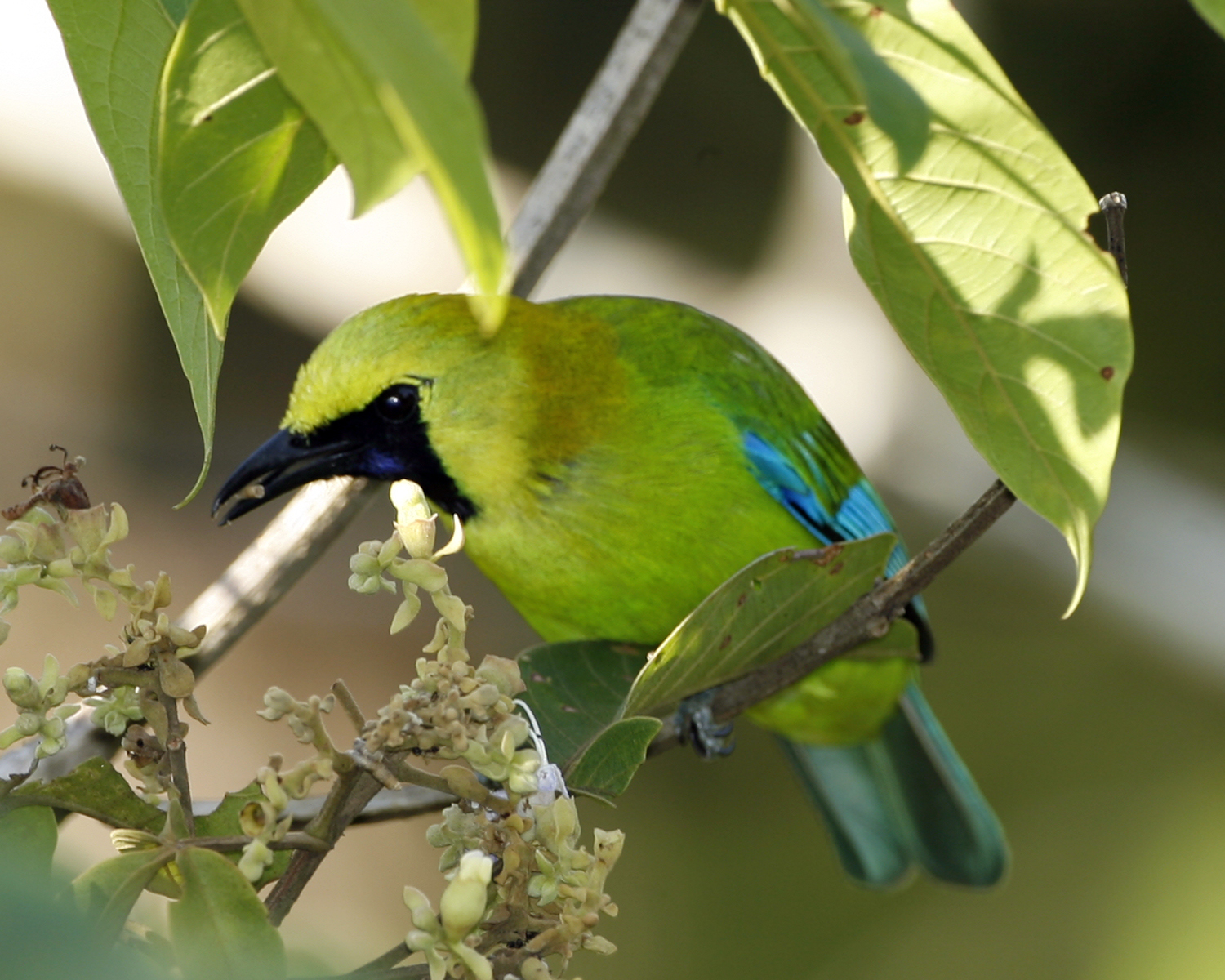
Maschio si nutre a Singapore.

Si tratta di uccelli dai costumi essenzialmente diurni, che vivono perlopiù da soli o, durante il periodo degli amori, in coppie, sebbene non di rado essi si associno in stormi misti assieme ad altre specie di uccelli dalle abitudini di vita simili alle loro: il fogliarolo aliazzurre è un abitatore della canopia, che passa la maggior parte della giornata alla ricerca di cibo fra le foglie, risultando piuttosto difficile da avvistare nonostante i colori brillanti in virtù della colorazione mimetica.
Il richiamo di questi uccelli è piuttosto melodioso e costituito da note liquide e cinguettanti.

### Alimentazione
Il fogliarolo aliazzurre è un uccello onnivoro e generalista, che si nutre senza particolari preferenze un po' di tutte le risorse che riesce a reperire nel proprio areale fra le fronde degli alberi: questi uccelli si nutrono perlopiù di frutta e invertebrati (soprattutto cavallette, anche di grossa taglia) reperiti fra il fogliame, nonché, sebbene occasionalmente, di nettare.

### Riproduzione

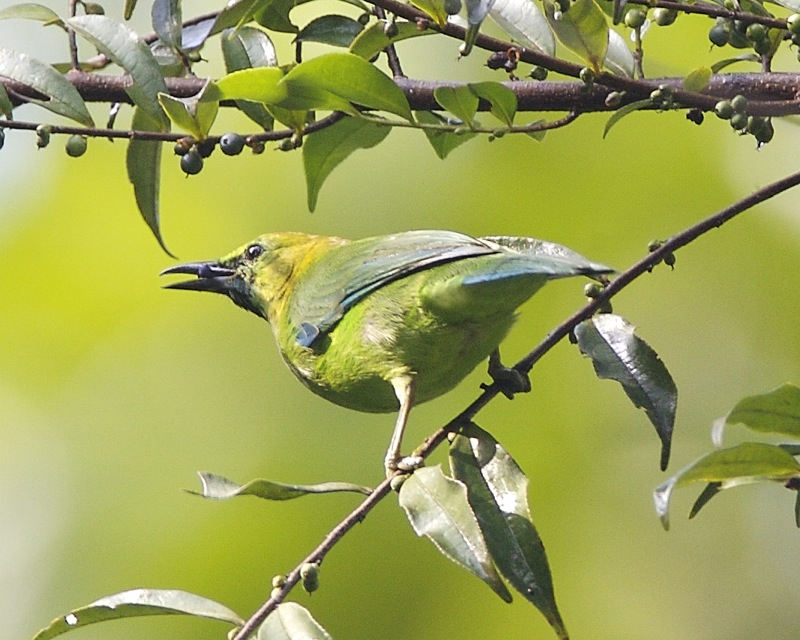
Giovane maschio si alimenta nel Johor.

Si tratta di uccelli che a dispetto del marcato dimorfismo sessuale sono monogami e si riproducono durante un pariodo che si estende da febbraio a giugno.
Il nido, a forma di coppa, viene costruito dalla sola femmina appeso alla punta del ramo di un albero, intrecciando rametti, fibre vegetali e radichette e foderando l'interno con materiale più soffice: al suo interno la femmina depone 2-3 uova rosate, che provvede a covare da sola (col maschio che staziona di guardia nei pressi del nido e si occupa di reperire il nutrimento per sé e per la compagna intenta nella cova) per circa una quindicina di giorni, al termine dei quali schiudono pulli ciechi ed implumi.

I nidiacei, imbeccati e accuditi da ambedue i genitori, cominciano a tentare l'involo a partire dalla seconda settimana di vita: essi, tuttavia, continuano a rimanere presso il nido ancora per almeno un'altra ventina di giorni, seguendo i genitori durante i loro spostamenti e chiedendo loro (sebbene in maniera sempre più sporadica) l'imbeccata, prima di allontanarsene del tutto e disperdersi.

## Distribuzione e habitat

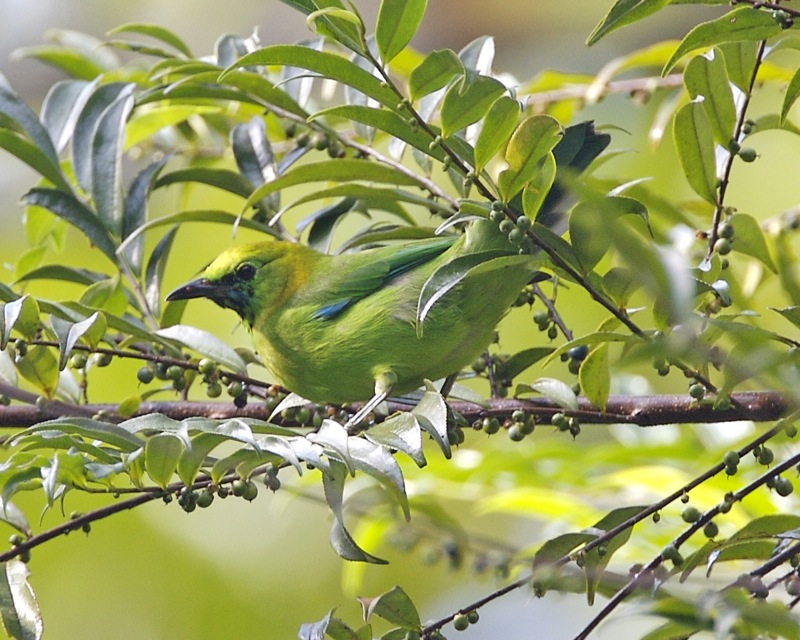
Esemplare in Malaysia.

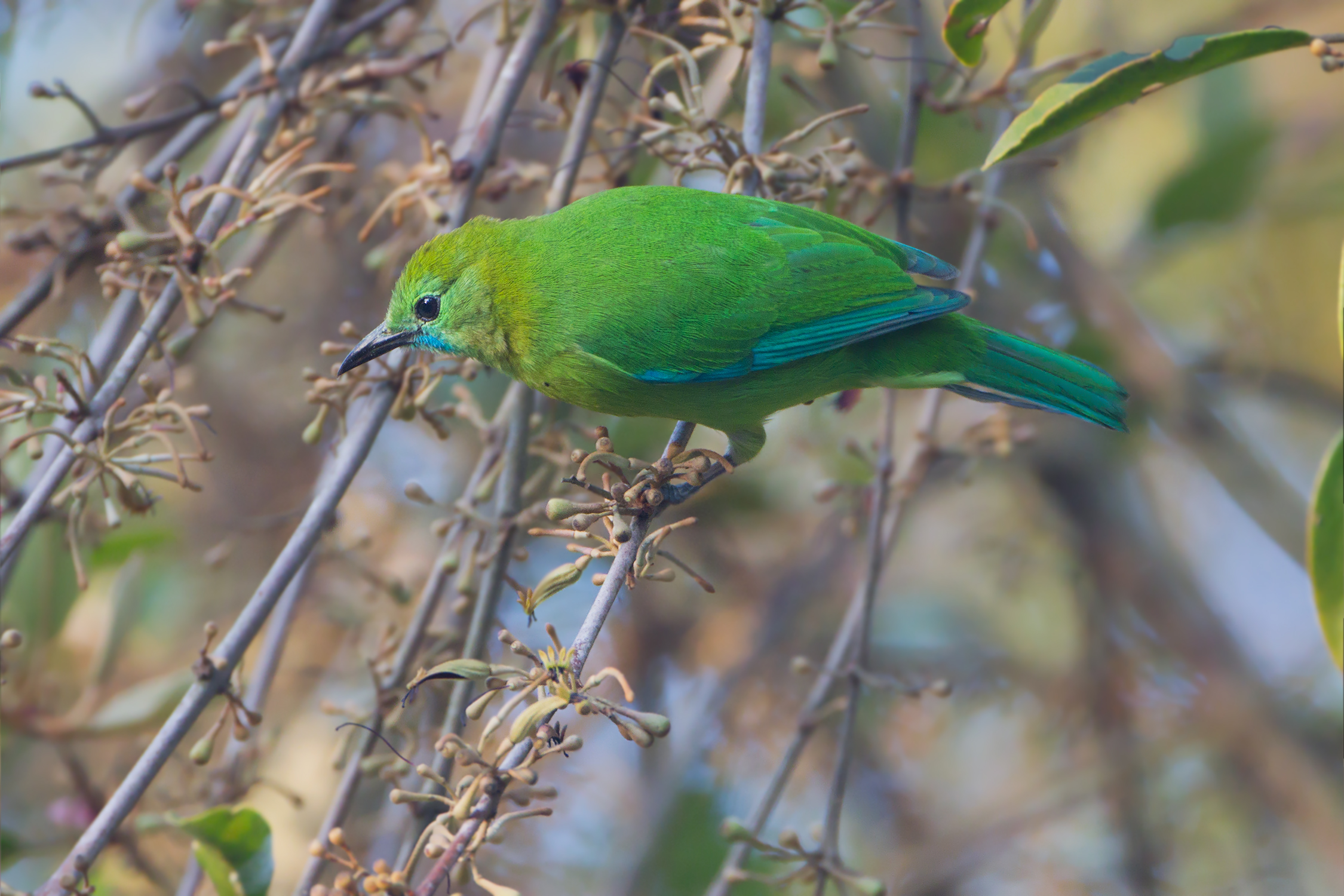
Femmina nel parco nazionale di Khao Yai.

Il fogliarolo aliazzurre occupa un areale piuttosto vasto che comprende buona parte del Sud-est asiatico, andando dal nord-est del Bangladesh e dell'India (a partire dall'Assam) al sud dello Yunnan, e da qui alla penisola malese attraverso Birmania (pur mancando alla porzione centrale e sud-occidentale del Paese), Thailandia settentrionale e occidentale, Laos, Tonchino occidentale, Annam, Cambogia nord-orientale e meridionale e Cocincina: la specie è inoltre diffusa nelle grandi Isole della Sonda (Sumatra e Borneo centro-meridionali, Giava e isole minori circonvicine).
L'habitat di questi uccelli è rappresentato dalla foresta pluviale sempreverde e semi-decidua, preferibilmente primaria (sebbene la specie sia osservabile anche nella foresta secondaria matura).

## Tassonomia
Se ne riconoscono sette sottospecie:
- Chloropsis cochinchinensis cochinchinensis (Gmelin, 1789) - la sottospecie nominale, endemica di Giava;
- Chloropsis cochinchinensis viridinucha (Sharpe, 1877) - endemica del Borneo;
- Chloropsis cochinchinensis moluccensis Gray, 1831 - diffusa sulla punta meridionale della penisola malese, a Sumatra, alle isole Natuna e a Bangka-Belitung;
- Chloropsis cochinchinensis serithai Deignan, 1946 - diffusa nell'estremo sud della Thailandia;
- Chloropsis cochinchinensis auropectus Wells, DIckinson & Dekker; 2003 - diffusa nella porzione orientale dell'areale continentale occupato dalla specie;
- Chloropsis cochinchinensis kinneari Hall & Deignan, 1956 - diffusa nel nord dell'areale continentale occupato dalla specie;
- Chloropsis cochinchinensis chlorocephala Walden, 1871 - diffusa nella porzione occidentale dell'areale continentale occupato dalla specie;

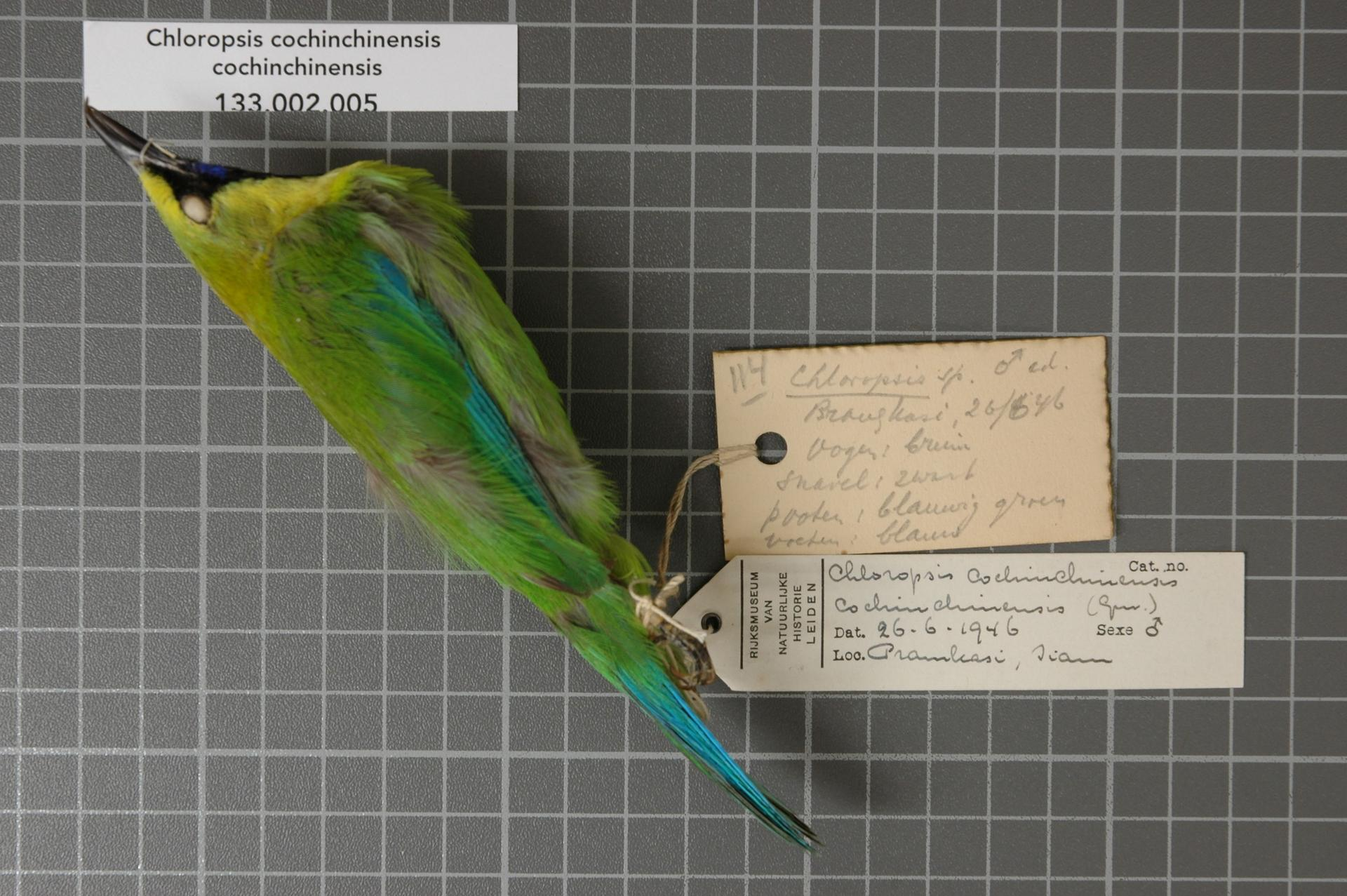
Maschio impagliato della sottospecie nominale.
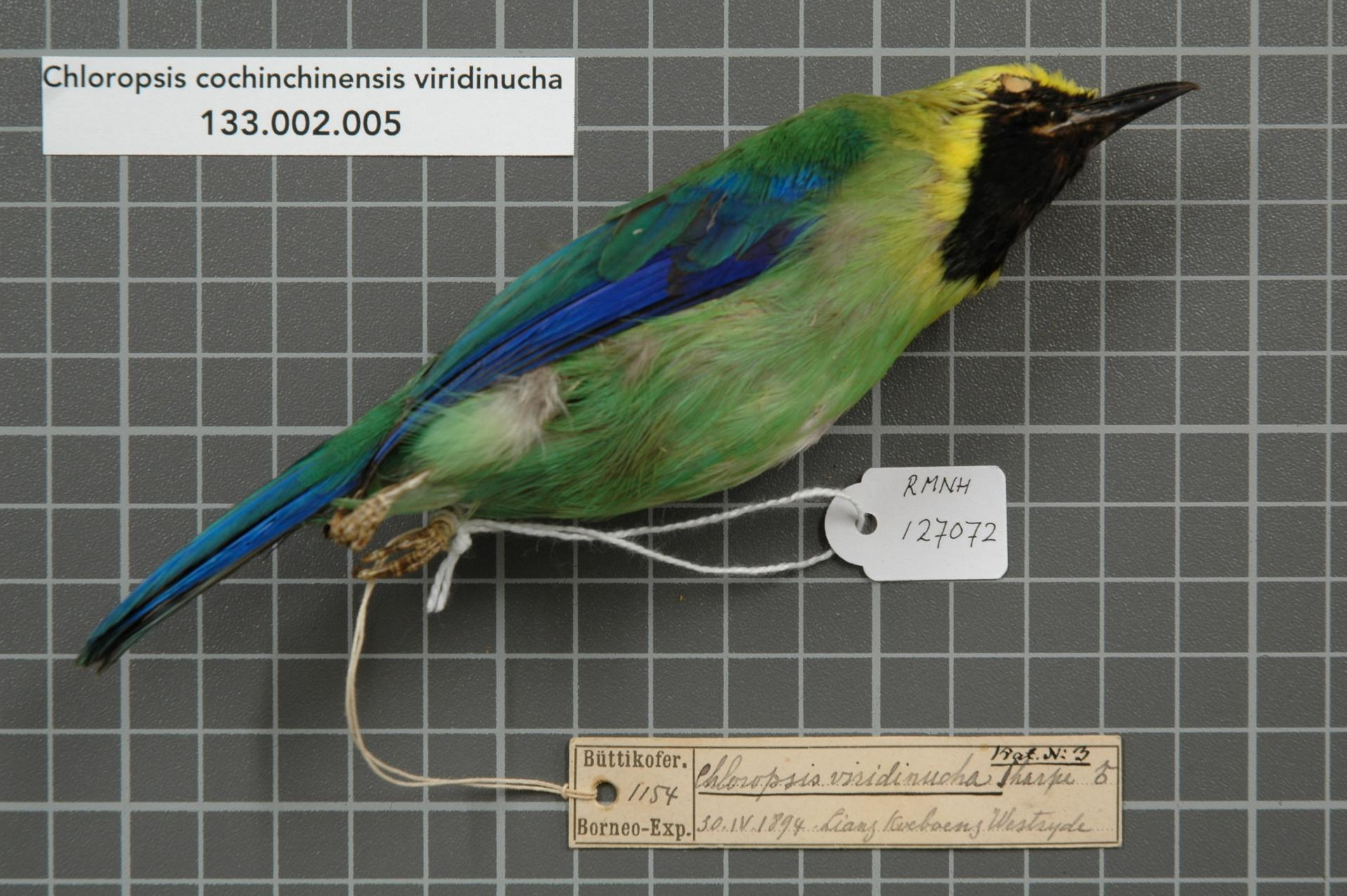
Maschio impagliato della sottospecie viridinucha.
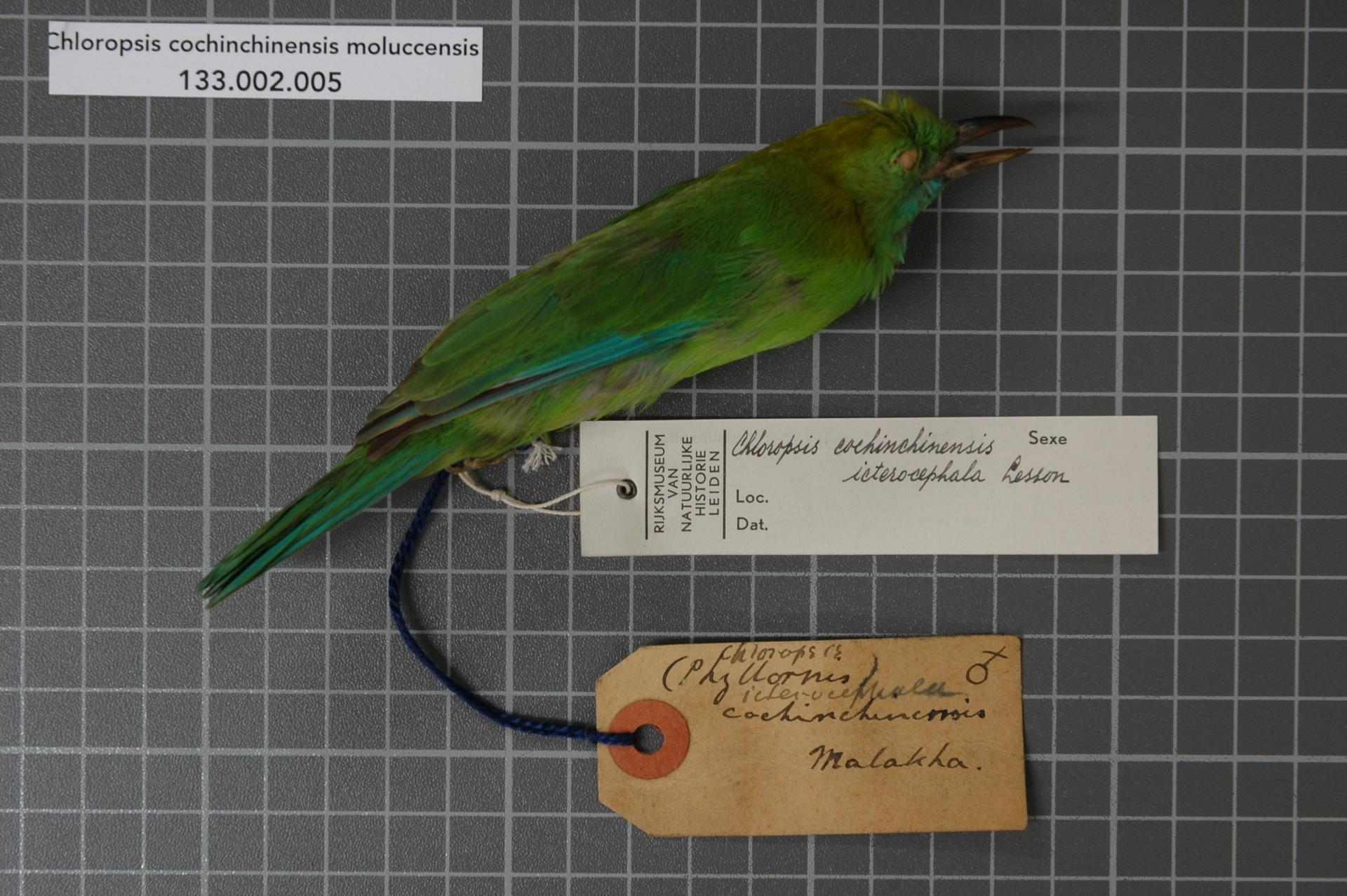
Femmina impagliata della sottospecie moluccensis.
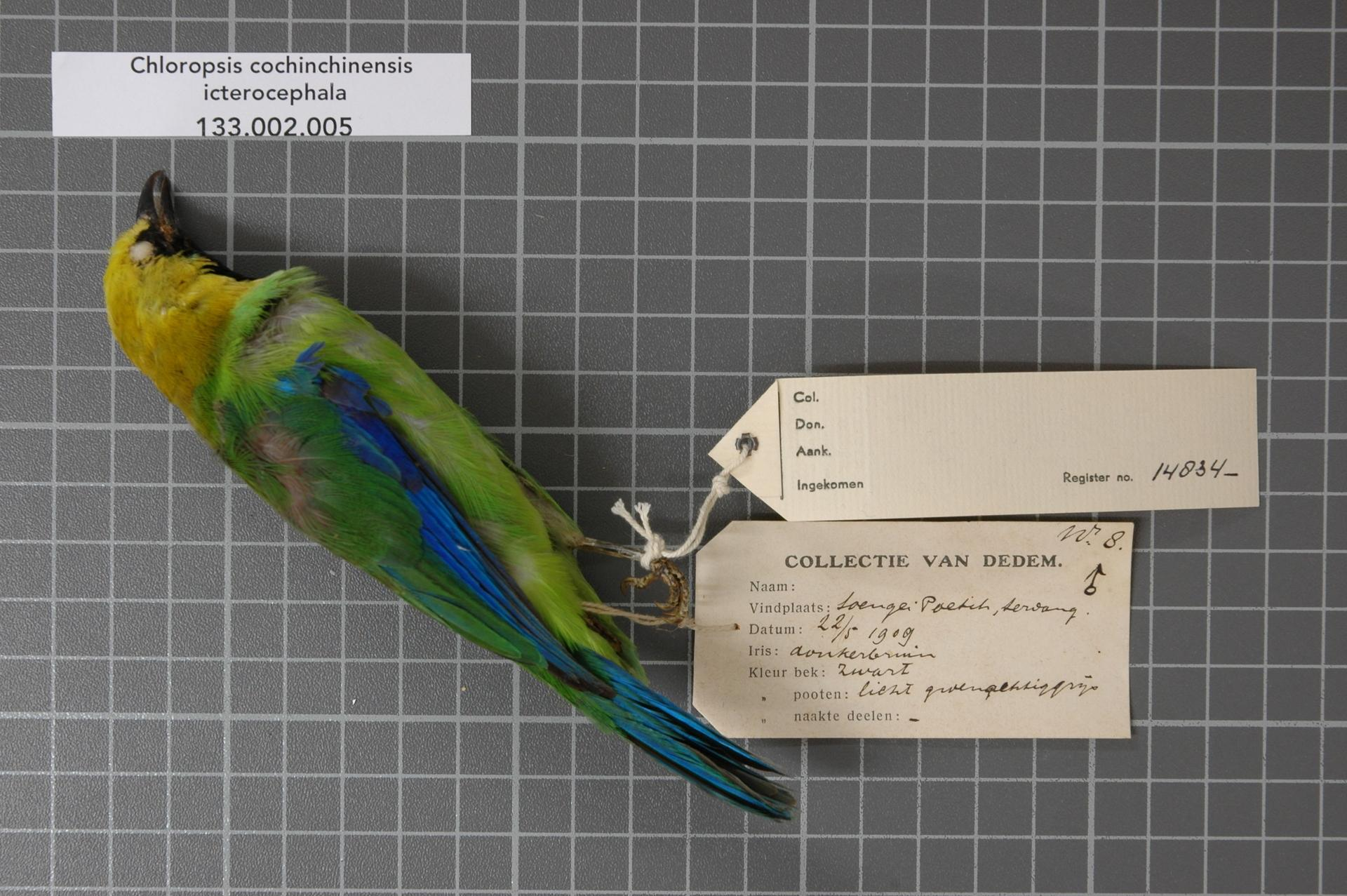
Maschio impagliato della presunta sottospecie icterocephala.

Alcuni autori riconoscerebbero inoltre le sottospecie icterocephala, natunensis e billitonis, sinonimizzate con moluccensis.

La tassonomia della specie è piuttosto travagliata: inizialmente l'appellativo cochinchinensis era utilizzato per l'attuale sottospecie kinneari, mentre la sottospecie nominale veniva definita C. c. nigricollis, prima che fosse accertata la non validità del nome. Recentemente, inoltre, le popolazioni del nord del Borneo e del subcontinente indiano sono state elevate al rango di specie a sé stanti, rispettivamente il fogliarolo del Borneo e il fogliarolo di Jerdon: tuttavia, alcuni autori riterrebbero opportuno separare la sottospecie nominale da tutte le altre, geneticamente (e in alcuni casi anche morfologicamente) piuttosto lontane da quest'ultima, che diverrebbero quindi sottospecie di un nuovo taxon, Chloropsis moluccensis.